# Winseler
Winseler (lussemburghese: Wanseler) è un comune del Lussemburgo nord-occidentale. Si trova nel cantone di Wiltz, nel distretto di Diekirch.
Nel 2005, la città di Winseler, il capoluogo del comune che si trova nella parte orientale del suo territorio, aveva una popolazione di 120 abitanti. Le altre località che fanno capo al comune sono Berlé, Doncols, Noertrange e Sonlez.
Come Lasauvage, nel sud del Paese, Doncols e Sonlez erano originariamente paesi di lingua vallona.